# 팔러먼트 (밴드)
팔러먼트(Parliament)는 1960년대 후반 조지 클린턴이 결성한 미국의 펑크 밴드이다. 초기 보컬 그룹에서 진화한 팔러먼트는 자매 그룹인 펑카델릭보다 더욱 상업적이고 록을 지양하는 사운드를 연주했다. 팔러먼트의 음악은 아프로퓨처리즘, 호른 편곡, 신시사이저 등의 특징을 가지고 있다. 밀리언셀러 1976년 싱글 〈Give Up the Funk (Tear the Roof off the Sucker)〉와 《Mothership Connection》과 같은 톱 40 음반을 포함해 다수의 히트곡이 있다.

## 디스코그래피
- Osmium (1970)
- Up for the Down Stroke (1974)
- Chocolate City (1975)
- Mothership Connection (1975)
- The Clones of Dr. Funkenstein (1976)
- Funkentelechy vs. the Placebo Syndrome (1977)
- Motor Booty Affair (1978)
- Gloryhallastoopid (1979)
- Trombipulation (1980)
- Medicaid Fraud Dogg (2018)